# Большой музей мира майя
Большой музей мира майя (исп. Gran Museo del Mundo Maya de Mérida = GMMMM) — археологический музей в мексиканском городе Мерида штата Юкатан, посвящённый истории и культуре Юкатана, проживающему здесь народу майя.
Музей удостоился главной архитектурной награды Латинской Америки, став лучшим музеем 2012 года по мнению жюри Premio Iberoamericano CIDI.

## История создания
Музей площадью 4,5 тысячи м2 создан по проекту мексиканского архитектурного бюро «Grupo Arquidecture» в виде священного дерева Сейбу, соединяющего собой мир живых, подземный мир и мир небесный. По легенде, в гнезде на дереве обитал Кукулькан — верховное божество, основатель правящих династий и крупных городов.
Открытие музея состоялось 24 сентября 2012 года под руководством губернатора Ивонне Ортега Пачеко. Торжественная церемония сопровождалась символическими индейскими ритуалами, людьми в национальных костюмах. Вторая церемония открытия музея состоялась 21 декабря 2012 года при новом президенте Энрике Пенья Ньето и новом губернаторе Роландо Запатто Белло. Данная церемония была приурочена к летоисчислению календаря майя, согласно которому в этот день наступал новый век.
Создание комплекса велось в рамках реализации масштабной туристической программы «Мир майя» (Mundo Maya), предусматривающей открытие в стране также ряда других музеев.

## Экспозиции

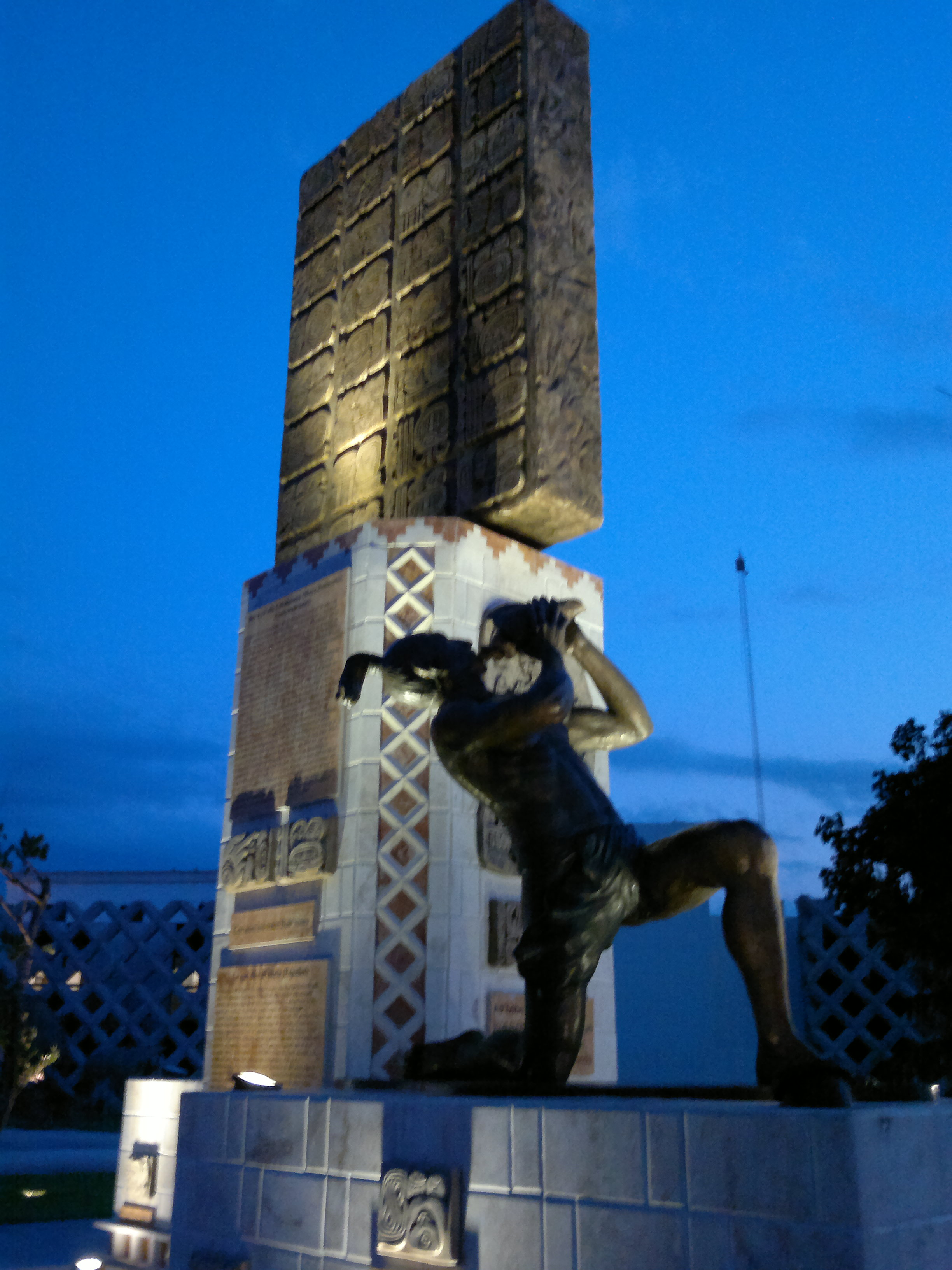
Статуя древнего майя на территории музея.

Постройка представляет собой приподнятое на колоннах овальное здание, фасад которого оплетён зелёной металлической конструкцией, символизирующей листву Древа жизни. «Ствол дерева» представлен внутренней спиральной лестницей, а «корни» — цокольное помещение с подвалами, исследовательскими лабораториями, археологическими находками и парковкой на 260 автомобилей. Основное пространство занимают выставочные залы (3 тысячи м2), детский центр и терраса. На верхних этажах находятся кабинеты администрации музея, кинотеатр MAYAMAX на 300 зрителей и выставочный зал.
Более 1600 экспонатов представляют стелы, керамику, украшения, ткани, предметы культа и быта, гравюры, книги, исторические документы, а также наследие доисторического периода. Отдельная экспозиция посвящена древнему ударному кратеру Чиксулуб.
Выставочные залы разделены на четыре тематические зоны: этнографическая, антропологическая, археологическая и историческая:
- Зал № 1: El Mayab, Naturaleza y Cultura (майя, природа и культура) — географическое и культурное разнообразие региона майя.
- Зал № 2: Mayas de Hoy (современные майя) — вопросы экономики, образования, церемоний и повседневной жизни современных майя.
- Зал № 3: Mayas de Ayer (вчерашние майя) — радикальные экономические, политические и социальные преобразования в связи с колонизацией.
- Зал № 4: Mayas Ancestrales (древние майя) — древние представления о мире, культура и знания майя.

Рядом с музеем 11 марта 2018 года по проекту скульптора Рейнальдо Болио Суареса (известного под псевдонимом Пачелли) установлен 3-метровый памятник в честь учёного Юрия Валентиновича Кнорозова, расшифровавшего письменность майя. На постаменте закреплена гранитная табличка с датами жизни учёного (1922—1999) и указанием о сделанном им открытии на двух языках, а также выбиты слова, произнесённые Кнорозовым по-испански на церемонии вручения ордена Ацтекского орла за исключительные заслуги перед Мексикой: «Сердцем я всегда остаюсь мексиканцем». Работы оплатили Мезоамериканский центр имени Кнорозова и другие представители российской стороны.

## Расположение и услуги
Музей находится в столице мексиканского штата Юкатан, в городе Мерида по адресу Calle 60 Norte 299 E. Unidad Revolución Cordemex. У музея останавливается общественный транспорт[какой?].
Музей приспособлен для пожилых и людей с ограниченными возможностями: имеются тротуарный лифт, пандусы, надписи шрифтом Брайля, зоны отдыха.
Описание экспонатов представлено на трёх языках — майяском, испанском и английском. Аудиогиды имеются также на других языках.